# Sigbjørn Slinning
Sigbjørn Slinning (født 6. oktober 1945 i Stavanger, Norge) er en norsk tidligere fodboldspiller (venstre back).
Slinning tilbragte hele sin karriere hos Viking i sin fødeby, og var med til at vinde det norske mesterskab med klubben hele fire år i træk i løbet af 1970'erne. Han spillede desuden 41 kampe og scorede ét mål for Norges landshold Hans enlige scoring for holdet faldt i en venskabskamp mod Island 17. juli 1975. Som ungdomsspiller repræsenterede han desuden de norske U/19- og U/21-landshold.

## Titler
Tippeligaen
- 1972, 1973, 1974 og 1975 med Viking